# Slovakiets ishockeylandshold (herrer)
Slovakiets ishockeylandshold er det nationale ishockeylandshold i Slovakiet, og kontrolleres af Slovakiets Ishockeyforbund. Holdet opstod i 1993, hvor såvel Tjekkiet som Slovakiet blev selvstændige nationer efter opløsningen af Tjekkoslovakiet. Siden da har det slovakiske hold deltaget under eget flag i internationale turneringer, og den hidtil største triumf er guldmedaljerne ved VM i 2002 i Sverige.

## Resultater

### OL
- 1994 – 6. plads
- 1998 – 10. plads
- 2002 – 13. plads
- 2006 – 5. plads
- 2010 – 4. plads

### VM
- 1994 – 21. plads
- 1995 – 13. plads
- 1996 – 10. plads
- 1997 – 9. plads
- 1998 – 7. plads
- 1999 – 7. plads
- 2000 – Sølv
- 2001 – 7. plads
- 2002 – Guld
- 2003 – Bronze
- 2004 – 4. plads
- 2005 – 5. plads
- 2006 – 8. plads
- 2007 – 6. plads
- 2008 – 13. plads
- 2009 – 10. plads

## Kendte spillere
- Zdeno Chara
- Pavol Demitra
- Marian Gaborik
- Marian Hossa
- Jan Lasak
- Miroslav Satan
- Richard Zednik
- Peter Bondra
- Zigmund Palffy
- Rastislav Stana
- Karol Krizan
- Peter Budaj
- Milan Jurcina
- Andrej Sekera